# 용재학술상
용재학술상은  연세대학교 국학연구원이 한국학 분야에서 학문적 업적이 탁월한 사람이나 단체 가운데 선정하여 수여하는 학술상이다. 용재는 연세대학교 초대 총장인 백낙준의 아호이며 국내외 대학에서 정년 퇴임한 교수 중에서 학문 업적이 탁월한 분을 ‘용재석좌교수’(1년 기간)에 임명하고 있다.

## 역대 수상자

### 용재 학술상
|             | 수상자               | 소속                                      | |
| ----------- | -------------------- | ----------------------------------------- | --- |
| 1회 1995년  | James Palalis        | 워싱턴대학교 교수                         | |
| 2회 1996년  | 프릿츠 박사          | 라이덴대학 명예교수                       | 유럽한국학회 창설자로 한국학의 기초분야에 대한 50여편의 논문울 발표 |
| 3회 1997년  | 이가원               | 단국대학교 초빙교수                       | |
| 4회 1998년  | 언어정보개발연구원   | 연세대학교                                | 한국어의 정보화와 언어문화 연구에 기여 |
| 5회 1999년  | 민영규               | 명예교수                                  | 국학연구에 공헌 |
| 6회 2000년  | 고병익               |                                           | |
| 7회 2001년  | 전해종 마티나 도힐러 | 서강대학교 교수 런던대학 교수             | 한중관계사 연구에 주력 한국학을 세계에 알리는데 커다란 역할 |
| 8회 2002년  |                      |                                           | |
| 9회 2003년  | 이기백               | 서강대학교 교수                           | 1세대 학자로서 한국사학 연구에 평생을 바쳐 실증적이고 발전적인 한국사관을 확립해 대중화에 기여                                                                                            |
| 10회 2004년 | 강신항               | 한국어문교육연구회 회장                   | 훈민정음, 국어학사 및 국어음운사 연구에 탁월한 업적 |
| 11회 2005년 | 민경배               | 장로회신학대 총장                         | |
| 12회 2006년 | 김석득               | 연세대학교 명예교수                       | 외솔회 회장 겸 이사장 |
| 13회 2007년 | 김병민               | 연변대학교 교수                           | 1990년 연변대 대학원에서 중국 최초로 조선문학 전공 문학박사 학위를 받았으며 조선언어문학부를 한국학연구 중심지로 육성                                                                     |
| 14회 2008년 | 한태동               | 연세대학교 명예교수                       | 한국학 관련 업적은 훈민정음에 대한 음성학적 연구와 음성의 실험분석을 통해 한글 창제의 근원적 이론을 규명하고 훈민정음 제자의 근본원리를 밝힘으로써 한글의 음성학적 창의성과 우수성을 입증 |
| 15회 2009년 | 김용섭               | 연세대학교 전 사학과 교수                 | 일제 강점기의 농업사까지 근 · 현대 한국사회의 농업구조와 사회변혁사상을 밝히는 데 공헌 |
| 16회 2010년 | 김용구               | 한림대학교 한림과학원장                   | 유럽 중심으로 이뤄진 외교사 연구의 한계점을 지적하고 구한말 외교 변천사를 발굴해 알린 공로                                                                                                |
| 17회 2011년 | 조동걸               | 국민대학교 명예교수                       | 평생을 독립운동사와 사학사 연구에 헌신 |
| 18회 2012년 | 남기심               | 연세대학교 전 교수                        | 국어문법이 핵심인 통사론 연구방법을 확립 |
| 19회 2013년 | 안휘준               | 국외소재문화재재단 이사장                 | 한국미술사 연구자로 한국 미술사의 발전과 형성과정 연구에 탁월한 업적 |
| 20회 2014년 | 진덕규               | 이화여자대학교 교수                       | 한국 정치 발전사와 민주주의 이론 정립에 기여한 공로 |
| 22회 2016년 | 이융조               | 한국선사문화연구원 이사장 충북대 명예교수 | 청주 두루봉동굴과 소로리유적, 단양 수양개유적과 구낭굴 등 새로운 구석기유적을 찾아 국내외 학계에 소개                                                                                     |
| 23회 2017년 | 존 던컨              | UCLA한국학연구소장                        | 고려와 조선시대사 연구 |
| 24회 2018년 | 홍윤표               | 연세대학교 퇴임교수                       | |
| 25회 2019년 | 미즈노 나오키        | 교토대학교 명예교수                       | |
| 26회 2020년 | 박영신               | 연세대학교 명예교수                       | |
| 27회 2021년 | 유동식               | 연세대학교 퇴임교수                       | |
| 28회 2022년 | 오무라 마스오        | 와세다대학교 명예교수                     | |
| 29회 2023년 | 에드워드 슐츠        | 하와이대학교 교수                         | |
| 30회 2024년 | 최원식               | 인하대학교 명예교수                       | |
| 31회 2025년 | 백영서               | 연세대학교 명예교수                       | |

### 용재 특별상
- 제11회 2005년 이영욱(李榮旭·자외선우주망원경연구단장) 연세대 천문우주학과 교수

### 용재 석좌교수
|             | 수상자            | 소속                                         | |
| ----------- | ----------------- | -------------------------------------------- | --- |
| 1회 1995년  |                   |                                              | |
| 2회 1996년  | 손보기            | 단국대학교 한국민족학연구소 소장             | 구석기 문화 연구와 ▲ 금속활자에 관한 기술사 연구 업적 ▲ 재미 한인사에 대한 연구 업적 ▲ 문화재 보존과 복원에 대한 과학적 접근의 도입 등 민족학에 끼친 공로 |
| 3회 1997년  | 박경리            | 연세대학교 객원교수                          | |
| 4회 1998년  |                   |                                              | |
| 5회 1999년  | 서대숙            | 하와이대학교 정치학 석좌교수 한국학 연구소장 | 한국학을 전파한 국제적 정치학자. |
| 6회 2000년  |                   |                                              | |
| 7회 2001년  | 이정식            | 펜실바니아대학교 명예교수                    | 한국 현대정치사 중 일제강점기 이후 공산주의 운동사 분야에 많은 연구성과                                                                                   |
| 8회 2002년  |                   |                                              | |
| 9회 2003년  | 피터 바이엘하우스 | 독일 디아크리시스 연구소장                   | 선교신학의 정립과 남아프리카 지역 선교사로 활동하면서 기독교 신앙의 토착화를 위해 헌신한 공로를 인정                                                      |
| 10회 2004년 | 정재식            | 보스턴대학교 석좌교수                        | 한국의 전통문화와 서구문화 사이의 상호교섭에 대한 연구 저서를 발표, 세계인명록에도 여러 차례 등재                                                         |
| 11회 2005년 | 이성무            | 한국역사문화연구원장                         | |
| 12회 2006년 | 이동환            | 고려대학교 명예교수                          | 퇴계학연구원 부원장 |
| 13회 2007년 | 이홍영            | 버클리대학교 교수                            | 1973년 시카고대에서 중국정치 전공으로 정치학 박사학위를 받은 뒤 중국정치, 한반도문제, 동아시아와 관련된 분야에 권위 있는 학자로 인정                      |
| 14회 2008년 | 이만열            | 전 국사편찬위워장                            | 40여 년간 교단에서 인재를 양성하고 후학을 가르친 교육자일 뿐만 아니라 한국사와 한국기독교사 연구에 방대하고 탁월한 업적                                   |
| 15회 2009년 | 송재소            | 성균관대학교 명예교수                        | 한국한문학회，한국실학학회 회장직을 역임하고 외국학자와의 교류에 힘쓴 공헌                                                                                |
| 16회 2010년 |                   |                                              | |
| 17회 2011년 | 임형택            | 성균관대 명예교수                            | 한문학을 바탕으로 한국학과 동아시아론에 남긴 연구 업적 |
| 18회 2012년 | 조광              | 고려대학교 한국사학과 명예교수               | 실학연구를 통해 조선 후기 사상사를 동아시아사 맥락에서 이해하는 방법론을 구축                                                                             |
| 19회 2013년 | 김광억            | 서울대학교 명예교수                          | 광범위한 문화이론 패러다임을 소개하고 한국과 중국사회의 사회문화 현상에 대한 해석을 제시                                                                  |
| 20회 2014년 | 서중석            |                                              | |
| 21회 2015년 | 김흥규            | 고려대학교 명예교수                          | |
| 22회 2016년 | 이경식            | 서울대 명예교수                              | 토지제도 등 사회연구사에서 업적 |

## 참조
1. ↑  “연세대, 제23회 용재학술상에 존 던컨 UCLA 한국학연구소장 선정”. 2018년 1월 25일에 원본 문서에서 보존된 문서. 2018년 1월 25일에 확인함.
2. ↑  “학문적 업적에 주는 상을 정치 성향 들어 취소 부당”
3. ↑  연세대,용재상수상자에 이융조이사장,이경식 교수 선정